# ラブレターズのオールナイトニッポン0(ZERO)
『ラブレターズのオールナイトニッポン0(ZERO)』（ラブレターズのオールナイトニッポンゼロ）は、ニッポン放送で2014年4月4日から2015年3月27日にかけて放送されたラジオ番組。

## 概要
2014年3月11日にパーソナリティになることが発表された。
ラブレターズ自身は、これまで「オールナイトニッポンR」枠を5回担当していて、宗岡ディレクターはラブレターズ自身のオールナイトニッポンのレギュラーパーソナリティー入りについて、「2012年の『お笑いオールスターウィーク』をやったときから意識してました。5回ちゃんと番組をやってきたので、会社にも『レギュラーやれます』と言えたし、異論もなく受け入れられました」と語っている。
この番組は「ラジオを聴いてジメジメした学生生活を乗り切ったラジオオタクのラブレターズ。リスナーに最も近い存在のセカンド童貞塚本と、リスナーに最も遠い存在のカリスマ溜口が織りなす、常勝オールナイトニッポンZERO!」と、銘打っている。
その後、2014年3月25日に行われた、オールナイトニッポン新パーソナリティ発表会見で、溜口佑太朗は、「ついに、カリスマがニッポン放送に登場! 単発で（「オールナイトニッポンR」を）5回やっていて5連覇中なので50連覇、100連覇と…俺がカリスマだ。聴取率20％獲るぞー!!!」と意気込み、また、塚本直毅は「もともとラジオがすごく好きで聴く側だったので、リスナーと一緒になって盛り上がっていきたい」と述べている。
2014年秋の改編で、月曜-金曜の早朝に『山口良一 今日もいきいきあさ活ニッポン』が放送されることになったため、月曜-木曜は、27:00-28:30の90分枠に短縮されることになった。ただし、当番組は従来通り、27:00-29:00の2時間枠となる。ただし、当日に重大なニュースが入った場合、他曜日と同じ対応となる。
2015年3月27日をもって最終回を迎え、『朝井リョウ&加藤千恵のオールナイトニッポン0(ZERO)』にバトンを渡すこととなった。しかしその後も、土曜深夜の「オールナイトニッポン0(ZERO)」でメディア出演に不慣れなパーソナリティーが出演する際にアシスタントやMCとして数度に渡って出演している。
2024年12月4日、同年12月21日（22日深夜）に『キングオブコント2024』優勝記念として、約10年ぶりに特番として放送されることが決定した。

## 放送時間
- 金曜 27:00 - 29:00

## パーソナリティー
- ラブレターズ
  - 塚本直毅
  - 溜口佑太朗

## コーナー
最終回まで行われたコーナー
- 溜口脚本作品

思わず引き込まれるコントの出だしを考えるコーナー。どんな人物のセリフなのか、ナレーションなのか等を書いて送ってもらう。
- カリスマプチ情報

「明日使えるプチ情報」をキャッチコピーに溜口がプチ情報を話す。元は3時台のトークの一部だったが、10月24日の「鳥の付く有名人ランキング」の質が問題視され、翌週から4時台に降格。メールは募集していない。
- カリスマ応援歌

古田敦也の応援歌の替え歌を募集する。
- カリスマ半ボッキ！

リスナーには「カリスマが半勃起するくらいのエロ」を、リアルなエロ体験談、エロ川柳、エロなぞかけ、エロ替え歌、など、自由にネタを送ってもらう。第1回から続いている唯一のコーナー。このコーナーのみ塚本がネタ読みを行う。（開始当初は他同様溜口が読んでいた）
- ウォーキング・ウィスパー

『ウォーキング・デッド』のパロディ。ゾンビがささやいているセリフを送ってもらう。
- テレッテッテン！

ねごとの「黄昏のラプソディ」のイントロ部分に合うセリフを送ってもらう。採用されたものは実際にジングルとして使用する。
終了したコーナー
- アカペライントロクイズ

溜口がアカペラで曲を演奏、それを塚本とリスナーが答えるコーナー。スペシャルウィークで2度取り上げられた人気コーナーだったが、ネタ切れにより10月24日を最後に通常回では終了。『ナインティナイン岡村隆史のオールナイトニッポン』の企画「DJ TAKASHIのスクラッチクイズ!」とは4週間両立していた時期があり、その時は両番組でリスナーがわざと相手の回答を書いて送ることがお約束になっていた。
- EXILEドットコム

リスナーには、EXILEを装った迷惑メールを考えて送ってもらうが、メールアドレスの部分をアルファベットで書くと読みづらいため、漢字や片仮名で書いてもらう。宗岡ディレクターへのEXILEを装った迷惑メールが発端のコーナーだったが、迷惑メールが来なくなったということで終了。
- 塚本バイト情報局フロムT

勤めていたバイト先が閉店した塚本に対して、リスナーにはおすすめするバイトの「会社名」「種類」「内容」を教えてもらう。新コーナー（名言はされてないが、前述のウォーキング・ウィスパーだと思われる）を始めるために唐突に終了。
- ニートナックル

「オラオラ系ギャル男」のファッション誌の『メンズナックル』（ミリオン出版）に掲載されている写真のキャッチコピーがあるが、このコーナーでは「ニート・童貞・ダメ男バージョン」を考えるコーナー。
- メールのコーナー

前述のフロムTが終了した翌週までに新コーナーがまとまらず始められなかったため、メールで時間つぶしをするコーナー。当然と言うべきか、1回のみで終了。

## スタッフ
毎回、番組エンディングにおいてスタッフ名を全員読み上げて紹介している。
- 構成：奥田泰、畠山健
- ミキサー：大坪秀嗣
- AD：三浦憲高
- NOTTVスタッフ
  - ディレクター：パベル
  - AP：カワベケンジ
- プロデューサー：節丸雅矛
- ディレクター：宗岡芳樹